# Suillia umbrosa
Suillia umbrosa är en tvåvingeart som beskrevs av Okadome 1991. Suillia umbrosa ingår i släktet Suillia och familjen myllflugor.
Artens utbredningsområde är Pakistan. Inga underarter finns listade i Catalogue of Life.